# William Milbourne James (ammiraglio)
Sir William Milbourne James (Hartley Wintney, 22 dicembre 1881 – Elie ed Earlsferry, 17 agosto 1973) è stato un ammiraglio britannico.

## Biografia
Sir William James Milbourne  è stato un ufficiale della marina britannica, un uomo politico e scrittore. Si distinse in particolare per la sua attività nella Naval Intelligence Division durante la prima guerra mondiale.

### Origini familiari
William era il figlio del maggiore William Christopher James del 16° Lanceri e la moglie Effie, figlia del pittore John Everett Millais . Ha compiuto i suoi studi al  Trinity College, Glenalmond e al Britannia Royal Naval College.

### Bubbles
Da bambino, James posò come modello per diversi quadri di suo nonno, Millais. Il più noto di questi fu Bubbles, in cui William è mostrato, all'età di cinque mentre osserva rapito una bolla di sapone che ha appena soffiato. La riproduzione del dipinto fu usata poi come manifesto per una campagna pubblicitaria del sapone Pears, e involontariamente il bambino William divenne famoso. Quest'immagine tuttavia divenne una persecuzione che lo accompagnò tutta la sua vita, procurandogli il soprannome indelebile di "Bubbles".

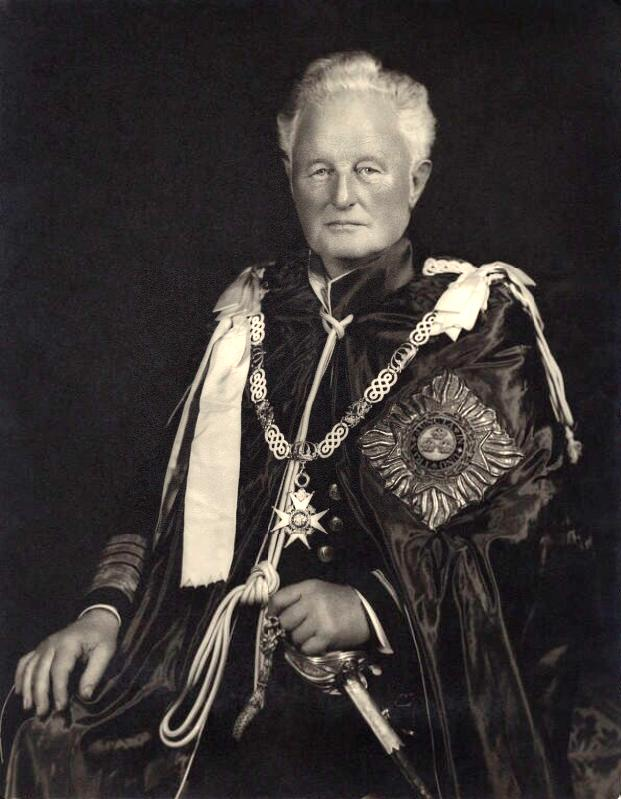
Sir William Milbourne James

### La carriera in Marina
James percorse una veloce carriera nella Royal Navy, ricoprendo una serie di importanti posizioni. Dopo il suo servizio sulla nave scuola HMS Britannia , fu promosso a sottotenente nel 1901 e tenente nel 1902, assumendo nel 1913  il grado di comandante.
Durante la prima guerra mondiale prestò servizio come executive officer (Vice-comandante) a bordo l'incrociatore HMS Queen Mary. 
Per su buona sorte, essendo stato destinato ad altro incarico, lasciò il servizio su quella nave il giorno prima della sua tragica partecipazione alla Battaglia dello Jutland. 
Era flag-commander  del vice ammiraglio Sir Frederick Doveton Sturdee, comandante del quarta squadra navale della Grand Fleet a bordo della HMS Benbow dal 1916 al 1917. Nel corso della guerra, ha assistito William Reginald Hall , il direttore della Naval Intelligence Division, di cui ben presto divenne lui stesso vice direttore. Hall e James lavorarono insieme nella cosiddetta Room 40, riuscendo a decifrare un certo numero di documenti nemici di importanza cruciale, come quelli relativi alla battaglia dello Jutland , quelli relativi ai piani di Roger Casement e il Telegramma Zimmermann. 
Successivamente James assunse quasi completamente le responsabilità della Room 40 in sostituzione di Hall. Parte di questa attività fu riportata nella biografia che James fece di William Reginald Hall, pubblicata nel 1955.
Negli anni fra le due guerre, James prestò servizio prima nella China Station come comandante della HMS Curlew e capo locale del personale dal 1921 al 1922. Nel 1923 divenne vice direttore presso il Royal Naval College di Greenwich e successivamente direttore dal 1925. Nel 1926 ha di nuovo ricoperto l'incarico flag-commander sulla HMS Royal Sovereign. Successivamente nel 1927 divenne assistente navale del "Primo Lord del Mare". Nel 1929 responsabile del personale presso il Comandante in Capo della Atlantic Fleet, e nel 1930 caresponsabile del personale del Comandante in Capo della Mediterranean Fleet.
Nel 1932 divenne comandante della Battlecruiser Squadron (Squadra di incrociatori da battaglia della Royal Navy), a bordo della HMS Hood. È stato nominato viceammiraglio nel 1933 e dal 1935 al 1938 è stato Vice Capo di Stato Maggiore della Marina e Lord commissario dell'ammiragliato. 
Fu insignito dell'onorificenza di Cavaliere Commendatore dell'Ordine del Bagno.
Nel 1938 William James venne nominato Ammiraglio.
Durante la seconda guerra mondiale, James ha prestato servizio come comandante in capo a Portsmouth dal 1939. Nel 1940 ha comandato Operazione Ariel, l'evacuazione delle truppe britanniche dalla Bretagna e la Normandia, un'operazione parallela a quella di Dunkerque . Nel 1942 è stato nominato Capo dell'informazione navale, responsabile del coordinamento delle relazioni pubbliche della Royal Navy.
Nel 1943 James fu eletto nel Parlamento del Regno Unito come conservatore nel collegio di Portsmouth North, carica che ricoprì fino al 1945. 
Si congedò nel 1944.

### La pensione
Dopo il suo ritiro dalla vita pubblica, James contribuì a sostenere le iniziative dedicate all'attività della marineria in genere, sostenendo, per esempio, i club della vela, come l'Elie e Earlsferry Sailing Club della sua cittadina, che per riconoscenza chiamarono il loro Dinghy Bubbles in suo onore. 
Durante la sua terza età dedicò la maggior parte del suo tempo nello scrivere saggi su i più svariati aspetti della storia navale britannica.

## I suoi scritti
Oltre alla biografia di Hall, ha pubblicato libri e articoli su altri aspetti delle sue esperienze di guerra, tra cui un resoconto dell'atteggiamento di Winston Churchill nei confronti della Marina in "Churchill visto dai suoi contemporanei". Altre pubblicazioni sulle questioni navali comprendono:
- New battleship organisations and notes for Executive Officers (1916)
- Songs of the sailor men (1916)
- The British Navy in adversity: a study of the American War of Independence (1926)
- Blue water and green fields (1939)
- Admiral Sir William Fisher (1943)
- The Portsmouth letters (1946)
- The British Navies in the Second World War (1946)
- The durable monument: Horatio Nelson (1948)
- The influence of sea power on the history of the British people (1948)
- Old oak : the life of Sir John Jervis, Earl of Vincent  (1950)
- The sky was always blue (1951)
- The eyes of the navy: a biographical study of Admiral Sir Reginald Hall (1955)
- A great seaman: the life of Admiral of the Fleet Sir Henry Oliver (1956)

La più importante pubblicazione al di fuori dei suoi interessi professionali fu The Order of Release, la storia di John Ruskin, Effie Grey e John Everett Millais raccontata per la prima volta attraverso le loro lettere inedite (1947). Sua nonna, Effie Gray era stata sposata con John Ruskin. Dopo l'annullamento del suo primo matrimonio si sposò con  Millais. William James fu il primo a pubblicare i dettagli completi della complessa vicenda e la difficile esperienza vissuta dalla nonna nei rapporti con la famiglia Ruskin.